# Jakub Władysław Łebiński
Jakub Władysław Łebiński herbu Szaława odmienny – sędzia mirachowski w latach 1710-1711, ławnik mirachowski w latach 1659-1704.
Poseł sejmiku mirachowskiego na sejm 1681, sejm 1685 roku.